# Moradillo de Sedano
Moradillo de Sedano, es una localidad situada en la provincia de Burgos, comunidad autónoma de Castilla y León (España), comarca de Páramos, municipio de Valle de Sedano.

## Datos generales
En 2006, contaba con 17 habitantes. Situado en la carretera que partiendo de la BU-514 y atravesando Quintanaloma nos conduce al Páramo de Masa, en la BU-502. En el valle del río Moradillo. Al sur de Gredilla, cabecera del valle, en el Espacio Natural conocido como de «Hoces del Alto Ebro y Rudrón».

## Demografía
| Gráfica de evolución demográfica de Moradillo de Sedano entre 1842 y 1960 |
| |
| Población de derecho según los censos de población del INE. Población de hecho según los censos de población del INE.Entre el censo de 1970 y el anterior, este municipio desaparece porque se integra en el municipio Gredilla de Sedano. |

Evolución de la población
| Gráfica de evolución demográfica de Moradillo de Sedano entre 2000 y 2017 |
|                                                                           |
| Población de derecho (2000-2017) según el padrón municipal del INE        |

## Historia
Uno de los catorce que formaban la Intendencia de Burgos, durante el periodo comprendido entre 1785 y 1833, en el Censo de Floridablanca de 1787, jurisdicción de señorío siendo su titular el Marqués de Aguilar de Campoo, regidor pedáneo. En 1783 los 34 vecinos pertenecían al estado noble.
En el censo de la matrícula catastral contaba con 25 hogares y 99 vecinos. Entre el censo de 1970 y el anterior, este municipio desaparece porque se integra en el municipio Gredilla de Sedano, contaba entonces con 42 hogares y 141 vecinos.
Así se describe a Moradillo de Sedano en el tomo XI del Diccionario geográfico-estadístico-histórico de España y sus posesiones de Ultramar, obra impulsada por Pascual Madoz a mediados del siglo XIX:

Lugar con ayuntamiento en la provincia, diócesis, audiencia territorial y capitanía general de Burgos (7 ½ leguas) y partido judicial de Sedano (1/2). Está situado en un llano bastante dilatado y al pie de una cordillera donde le combaten los vientos en todas direcciones; su clima no es de los más malignos. Tiene 23 casas y una iglesia parroquial (San Esteban), servida por un cura párroco y un sacristán. Confina el término N Sedano; E Villalta; S Quintana y O Tablada de Rudrón. El terreno es de mediana calidad, cultivándose de él 97 fanegas que producen anualmente 5 por 1. Caminos: los locales y la correspondencia se recibe de Sedano; Producciones: granos, pastos y ganado lanar, cabrío y de cerda. Industria: la agrícola y cría de ganados. Población: 25 vecinos, 99 almas. Capital productivo: 419.280 reales. Imponible: 41.324; Contribución: 1.097 reales 32 maravedíes.
Diccionario geográfico-estadístico-histórico de España y sus posesiones de Ultramar

## Patrimonio
La iglesia de San Esteban es uno de los mejores ejemplos del románico burgalés, terminada en 1188, reformada en los siglos XVII y XVIII a consecuencia de un incendio. Monumento Nacional, declarado el 3 de junio de 1931, BOE 03/06/1931.
Este templo conserva buena parte de su fábrica y ornamentación románicas, aunque el ábside no ha llegado a nosotros (el actual es del siglo XVI). Es una construcción de una sola nave (planta de salón), cubierta abovedada (cañón ligeramente apuntado), dividida en tres tramos, con portada adosada al segundo y torre elevada sobre el tercero. Importa ante todo la articulación del muro meridional (exterior), las formas de los haces de columnas interiores, las ventanas y sobre todo la espectacularidad y bondad de la portada. El relieve es de una excelente factura y muy cercano a las mejores formas del mundo silense. El repertorio de temas presenta una gran riqueza: variopinta fauna (fantástica y real), diversas concepciones de la hoja de acanto y distintas escenas: el Pantocrátor y el Tetramorfos (tímpano) rodeados de los Ancianos del Apocalipsis (3.ª arquivolta), el sacrificio de Isaac, Sansón desquijarando al león, Anunciación y Visitación, Matanza de los Inocentes, Huida a Egipto (2.ª arquivolta) y última Cena (capitel de la portada). En la ventana lateral izquierda, en el cimacio de uno de los capiteles, tenemos la fecha de 1188, seguramente el final de la obra.
Este templo es de filiación Silense, la escuela de filiación Silense, surge al calor de las pautas impuestas por el último gran escultor del claustro inferior de Silos "el expresivo culto".
La iglesia de Moradillo de Sedano se encuentra en la cima del monte "El Castro", un camino que parte de esta iglesia permite ascender caminando hasta las inmediaciones del dolmen de Las Arnillas. Perteneciente al llamado conjunto dolménico de Las Loras, este sepulcro de corredor fue levantado por las gentes neolíticas hace 5000 años.
Ha llegado a nosotros mutilada por un incendio que se llevó consigo el ábside, que hoy es plateresco, de perfecta ejecución. Sin embargo, son bellísimos, dentro del románico del siglo XII, el tímpano y la arquería de su fachada principal, su columna en zig-zag, (extraño capricho románico), sus capiteles con motivos antropomorfos, animales, hojas de acanto y espigas; y en general toda su escultura, que deja clara su dependencia del llamado segundo Maestro de Silos...
Pertenece al arciprestazgo de Ubierna - Urbel, unidad pastoral de Sedano y cuyo párroco es D. Maximiano Barriuso Vicario.